# Карпатская бригада Войск охраны пограничья
Карпатская бригада Войск охраны пограничья (пол. Karpatska Brygada Wojsk Ochrony Pogranicza) или Карпатская бригада ВОП (пол. Karpatska Brygada WOP, сокращённо KaB WOP) – территориальная бригада Войск охраны пограничья, существовавшая в 1958—1991 годах и осуществлявшая охрану польско-чехословацкой границы.

## История бригады
В соответствии с распоряжением министра внутренних дел ПНР № 075/58 от 22 апреля 1958 года существовавшая 3-я бригада ВОП была преобразована в 3-ю Карпатскую бригаду ВОП. Штаб бригады располагался в городе Новы-Сонч. В 1961 году бригаде присвоен позывной «Ноктюрн» (пол. Nokturn).
В 1976 году в связи с переходом на двухуровневую систему управления пограничными войсками были расформированы 264-й, 31-й, 32-й и 34-й батальоны ВОП, дислоцировавшиеся в местечках Санок, Новы-Сонч, Новы-Тарг и Живец соответственно, в связи с чем их пограничные заставы перешли непосредственно в подчинение штабу командования бригады. Вместо батальонов для усиления сторожевых вышек были созданы разведывательные заставы и резервные роты. Бригада была переименована в Карпатскую бригаду ВОП.
В июле 1983 года в структуре Карпатской бригады ВОП были восстановлены пограничные батальоны ВОП: 264-й в Саноке и 32-й в Новы-Тарге. В их состав вошли соответствующие пограничные заставы ВОП.
Бригада расформирована 16 мая 1991 года, её правопреемником стал Карпатский отряд Пограничной стражи.

## Организационная структура
В состав бригады входили:
- Командование, штаб и подотделы командования
- 264-й батальон ВОП[пол.] (Санок)
- 32-й батальон ВОП[пол.] (Новы-Тарг)
- 34-й батальон ВОП[пол.] (Живец)

В 1990 году в состав Карпатской бригады ВОП входили:
- Командование, штаб и подотделы командования
- Пограничная застава Ветлина[пол.]
- Пограничная застава Розтока-Гурна[пол.]
- Пограничная застава Лупкув[пол.]
- Пограничная застава Команьча[пол.]
- Пограничная застава Ясьлиска[пол.]
- Пограничная застава Барвинек[пол.]
- Пограничная застава Оженна[пол.]
- Пограничная застава Гладышув (пол. Strażnica WOP Gładyszów)
- Пограничная застава Высова[пол.]
- Пограничная застава Тылич (пол. Strażnica WOP Tylicz)
- Пограничная застава Мушина[пол.]
- Пограничная застава Пивнична[пол.]
- Пограничная застава Шляхтова[пол.]
- 32-й батальон ВОП[пол.] (Новы-Тарг)
  - Пограничная застава Чорштын (пол. Strażnica WOP Czorsztyn)
  - Пограничная застава Кацвин[пол.]
  - Пограничная застава Юргув[пол.]
  - Пограничная застава Лыса-Поляна[пол.]
  - Пограничная застава Закопане[пол.]
  - Пограничная застава Витув[пол.]
  - Пограничная застава Подчервоне[пол.]
  - Пограничная застава Хыжне[пол.]
- Пограничный пункт пропуска Барвинек[пол.] — автомобильный
- Пограничный пункт пропуска Мушина[пол.] — железнодорожный
- Пограничный пункт пропуска Пивнична[пол.] — автомобильный
- Пограничный пункт пропуска Лыса-Поляна[пол.] — автомобильный
- Пограничный пункт пропуска Хыжне (пол. Graniczna Placówka Kontrolna Chyżne) — автомобильный
- Пограничный пункт пропуска Кракув-Балице[пол.] — воздушный
- Оперативная группа разведки ВОП Санок (пол. Grupa Operacyjna Zwiadu WOP Sanok)
- Оперативная группа разведки ВОП Мушина (пол. Grupa Operacyjna Zwiadu WOP Muszyna)
- Оперативная группа разведки ВОП Закопане (пол. Grupa Operacyjna Zwiadu WOP Zakopane)

## Командование бригады
Командиры бригады
- подполковник Владислав Рыбацкий — до 15 декабря 1959
- полковник Бронислав Вонсовский — до 28 июля 1963
- полковник Хенрик Грабовский — до 10 апреля 1970
- полковник Марьян Опалко — до 15 февраля 1973
- полковник Бронислав Вонсовский — до 12 мая 1978
- полковник Юзеф Милейский — до 1 августа 1978
- полковник Станислав Семашко — до 25 марта 1985
- полковник Тадеуш Кулей — до 2 марта 1991

Начальники отдела пограничного контроля
- капитан Болеслав Круль
- подполковник Антони Копач
- подполковник Альфред Липка
- майор Яцек Ситаж
- подполковник Ян Завадский
- подполковник Богуслав Сурды